# Delias sinak
Delias sinak é uma borboleta da família Pieridae. Foi descrita por Henricus Jacobus Gerardus van Mastrigt em 1990 e é encontrada em Sinak-Mulia em Irian Jaya.
A sua envergadura é de cerca de 50 milímetros. Os adultos são semelhantes a Delias sagessa.